# James Waddell Alexander II
James Waddell Alexander II (n. 19 septembrie 1888, Sea Bright⁠(d), New Jersey, SUA – d. 23 septembrie 1971, Princeton, New Jersey, SUA) a fost un matematician american, care alături de Oswald Veblen, Solomon Lefschetz și alții, a contribuit la dezvoltarea școlii americane de topologie.
În 1915 a demonstrat egalitatea numerelor Betti pentru complexele care reprezintă descompuneri diferite ale aceluiași poliedru.
Mai târziu s-a obținut un rezultat analog pentru grupurile Betti.
Teorema lui Alexander este cunoscută sub denumirea de invariantă a grupurilor lui Betti.
Metoda lui Alexander este asemănătoare cu metoda lui Brouwer și se bazează pe aproximarea complexelor curbilinii prin complexe rectilinii.
În 1922, Alexander a demonstrat o nouă teoremă, extrem de importantă, cunoscută sub denumirea de "legea de dualitate a lui Alexander".
Aceasta a fost dezvoltată ulterior de Pavel Aleksandrov și Lev Pontriaghin.
1. 1 2  MacTutor History of Mathematics archive, accesat în 22 august 2017
2. 1 2  James Waddell Alexander II, SNAC, accesat în 9 octombrie 2017
3. 1 2 3 4 5 6  MacTutor History of Mathematics archive
4. ↑  IdRef, accesat în 2 mai 2020
5. 1 2  Genealogia matematicienilor
6. ↑   http://www.ams.org/profession/prizes-awards/pabrowse?purl=bocher-prize Lipsește sau este vid: |title= (ajutor)